# Czesław Jarnuszkiewicz
Czesław Jarnuszkiewicz, poljski general, * 1888, † 1988.